# Абатство Ла Трап
Абатство Ла Трап (на френски: Abbaye de la Trappe, официално наименование „Notre-Dame de la Trappe“) е трапистко абатство в селището Солини ла Трап, регион Долна Нормандия, департамент Орн, Франция.

## История
През 1120 г. Rotrou III, граф на Perche построява в Ла Трап църква, посветена на Света Богородица в памет на съпругата си Матилда, загинала по време на корабокрушение. Няколко години по-късно, през 1140 г. граф Rotrou построява около църквата абатство, в което се установяват монаси – цистерцианци.
През Средните векове абатството многократно става арена на военни сблъсъци между френски, нормандски и английски войски. На два пъти – през 1376 и през 1465 г. абатството е разграбвано и опожарявано. 
През 1662 г. абат става Арман Жан Льо Бутилие дьо Рансе (1626 – 1700), кръщелник на Ришельо. Той е амбициозен духовник, който става основоположник на сериозни реформи в абатството.
Като отчита, че монасите са станали твърде либерални, де Рансе въвежда нов ред в абатството и изисква стриктното спазване на Правилата („Regula Benedicti") на Свети Бенедикт, описващи идеалите и ценностите на монашеския живот. Сред основните правила на Свети Бенедикт е правилото, че абатствата трябва да се самоиздържат.
Така възниква ново монашеско реформистко движение, в отговор на отслабването на реда и морала в другите цистерциански манастири, което впоследствие дава началото и на нов монашески орден, който по името на абатството в Ла Трап започва да се нарича „трапистки“, а неговите членове – „траписти“. Официалното признаване и автономията на новия орден от този на цистерцианците става много по късно – през 1892 г.
По време на Френската революция монасите са прогонени от абатството извън Франция и основават нови абатства в Швейцария, Русия и Прусия, където обаче също са подложени на преследване.
Когато през 1815 г. изгнаниците най-накрая се завръщат абатството е в развалини. Постепенно манастирските сгради са възстановени в готически стил (1829 – 1895). През 1895 г. е построена сегашната манастирска църква – трета по ред. 
Днес абатството е действащ католически манастир, член на Ордена на цистерцианците на строгото спазване (Ordo Cisterciensis Strictioris Observantiae). От 2004 г. абат е Guerric Reitz-Séjotte.